# 大风歌
《大风歌》是汉朝开国皇帝高祖刘邦，在公元前195年初平定英布之乱后，回到故里沛县，在宴请乡邻的酒宴上，酒酣耳热之余，击筑而歌，《大风歌》由此问世。後以其开头两字大风命名，大风歌气魄恢弘，流传千古。
《昭明文选》称之为歌一首（并序·七言），列为杂歌。《乐府诗集》称之为《大风起》。

## 诗歌原文
大风起兮云飞扬
威加海内兮归故乡
安得猛士兮守四方

## 原始出处
- 《史记·卷八·高祖本纪》[2]

## 后世影响
唐太宗李世民《幸武功庆善宫》云：“共乐还乡宴，欢比大风诗”，《大风歌》成为开国帝王吟诗作赋的表率。晚唐诗人林宽《歌风台》云：“蒿棘空存百尺基，酒酣曾唱大风词。莫言马上得天下，自古英雄尽解诗”。

## 文献资料
1. ↑  . 新浪读书.   [2013年1月10日]. （原始内容存档于2018-06-26） （中文（简体））.
2. ↑  . 网易新闻. 钱江晚报.   [2016年5月8日]. （原始内容存档于2018年6月26日） （中文（简体））.
3. ↑  . 人民网.   [2015年12月23日]. （原始内容存档于2018年6月26日） （中文（简体））.